# Thommo Reachea II
Thommo Reachea II (1602-1630). Prince Ponhea To ou Cau Bana Tu, roi  du Cambodge  de 1627 à 1630 sous le nom de règne « Sri Dharmaraja II  ».

## Biographie
Le prince Ponhea To était le fils aîné du roi Chey Chettha II. Religieux et lettré il était devenu moine bouddhiste en 1623. À la mort de son père (1627), il devient roi mais les grands confient la régence du royaume à son oncle l’énergique Outey (1627 à 1629). 
Ponhea To abandonne son monastère en 1629 pour monter sur le trône sous  le nom de Thommo Reachea ou Sri Dharmaraja II. Le nouveau roi s’intéresse peu aux affaires de l’État et une tentative pour reprendre aux Siamois la province de Korat se solde par un échec. Son oncle le régent continue à assumer la réalité du pouvoir. 
Lors d’une visite au grand temple d’Angkor, le jeune roi séduit sa demi-sœur la princesse Ang Vodey (ou Angavathi Nha) qui lui avait été promise dans son enfance mais qui était devenue l’épouse de son oncle.
La décision de  la jeune femme  de venir habiter avec lui au palais royal entraîne une réaction brutale du régent qui fait massacrer la garde du roi. Les deux amants s’enfuient à Kanhchor où ils sont rattrapés par Outey qui les fait tuer à coups de fusil par ses hommes, des mercenaires étrangers. 

## Sources
- Chroniques Royales du Cambodge de 1594 à 1677. École française d'Extrême Orient. Paris 1981  (ISBN 2855395372)
- Achille Dauphin-Meunier Histoire du Cambodge Presses universitaires de France, Paris 1968 Que sais-je ? n° 916.
- Anthony Stokvis, Manuel d'histoire, de généalogie et de chronologie de tous les États du globe, depuis les temps les plus reculés jusqu'à nos jours, préf. H. F. Wijnman, Israël, 1966, Chapitre XIV §.9 « Kambodge » Listes et tableau généalogique no 34 p. 337-338.
- (en) & (de) Peter Truhart, Regents of Nations, K.G Saur Munich, 1984-1988  (ISBN 359810491X), Art. « Kampuchea », p. 1732.